# فرودگاه لوس کولونیزادورس
فرودگاه لوس کولونیزادورس (به انگلیسی: Los Colonizadores Airport) یک فرودگاه همگانی با کد یاتا RVE است که یک باند فرود آسفالت دارد. این فرودگاه در کشور کلمبیا قرار دارد .

## شرکت‌های هواپیمایی و مقصدهای پروازی
| شرکت‌های هواپیمایی | مقصدهای پروازی                |
| ----------------- | ----------------------------- |
| ساتنا             | ال دورادو، گابریل وارگس سانتس |